# Erik van der Luijt

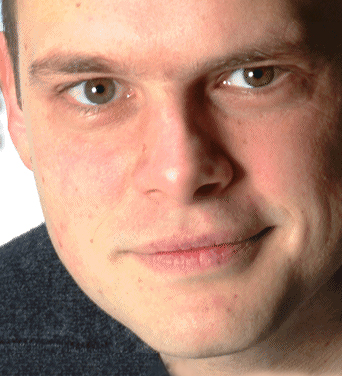
Erik van der Luijt

Erik van der Luijt (* 22. August 1970 in Den Haag) ist ein niederländischer Jazz-Komponist, Pianist, Produzent, Arrangeur und Bandleader.

## Biographie
Erik van der Luijt studierte Jazz-Klavier mit Rob van Kreeveld und Rob van Bavel am Königlichen Konservatorium in Den Haag, wo er in Meisterkursen mit Michael Petrucciani und Barry Harris spielte.
Seine Konzertreisen haben ihn nach Dänemark, Schweden, Deutschland, Belgien, Frankreich, Großbritannien und Indonesien gebracht. 1998 heiratete er die holländische Jazzsängerin Ilse Huizinga, die er als Arrangeur, Produzent und Pianist in Fernsehauftritten, Alben und Konzerten begleitet. Ihr Album The Sweetest Sounds (2004) wurde für einen Edison nominiert.
Neben der gemeinsamen Arbeit mit Huizinga, arbeitete Erik van der Luijt auch mit Rita Reys, Madeline Bell, Marjol Flore, Joke de Kruijf, Pia Beck, Gerrie van der Klei, Denise Jannah, Greetje Kauffeld, Heddy Lester, Ferdinand Povel, Piet Noordijk, Ruud Jacobs, Frits Landesbergen, Bernard Berkhout's Swingmates und zahllosen weiteren namhaften niederländischen Künstlern, wirkte mit an zahllosen Musicals und Alben als auch mit internationalen Orchestern wie dem Jazzorchester des Concertgebouw-Orchester Amsterdam, dem Metropole Orkest, der Dutch Swing College Band, The Ramblers und der Koninklijke Militaire Kapel.
Das erfolgreiche 2004-Album Express Yourself wurde völlig von Erik van der Luijt komponiert.
2005 gründete Erik van der Luijt eine neue Band genannt Vegas, die seine Musik spielt.

## Diskografie
- 1992 – Keytown Swings – Volume 3
- 1996 – Good Enough To Keep, Bernard Berkhout's New Thundering Swingmates
- 1997 – Out of a Dream, mit Ilse Huizinga
- 1999 – Voices Within, mit Ilse Huizinga
- 1999 – Erik van der Luijt – En Blanc Et Noir 2, Erik van der Luijt
- 2001 – The Sweetest Sounds – Ilse Huizinga Sings the Songs of Richard Rodgers, mit Ilse Huizinga
- 2002 – Erik van der Luijt – En Blanc Et Noir 7, Erik van der Luijt
- 2003 – Rainshine, mit Onno Voorhoeve
- 2003 – Easy to Idolize, Ilse Huizinga
- 2004 – Express Yourself, Erik van der Luijt
- 2005 – Beyond Broadway, mit Ilse Huizinga
- 2006 – The Intimate Sessions – Volume 1, mit Ilse Huizinga

## Audiobeispiele
- Seite mit Hörbeispielen

| Personendaten    | Personendaten                                |
| ---------------- | -------------------------------------------- |
| NAME             | Luijt, Erik van der                          |
| KURZBESCHREIBUNG | niederländischer Jazz-Musiker und Bandleader |
| GEBURTSDATUM     | 22. August 1970                              |
| GEBURTSORT       | Den Haag, Niederlande                        |